# Liliane Robin
Liliane Robin (nom de plume de Liliane Robin-Lavastre), née à La Garenne-Colombes le 9 août 1927 et morte à Saint-Cloud le 12 décembre 1992, est une romancière française spécialisée dans les romans sentimentaux édités par Tallandier. Elle obtient le Prix du Roman populaire en 1959 pour Malgré ta trahison... et celui de Max du Veuzit, décerné par la Société des gens de lettres en 1977 pour Les Cendres du passé. Elle utilise également le pseudonyme Marjorie Elvans.

## Œuvre
- Au brûlant soleil de Camargue, 1954, Dumas
- La Croix de rubis, 1956
- Escale à Nouméa, 1959
- Malgré ta trahison, 1959
- Le Chant des sirènes, 1960
- Une maison sur la colline, 1960
- Sœurs ennemies, 1962
- Le Sortilège des Antilles, 1963
- Les Filles du soleil, 1965
- Le Prisonnier de Junqueira, 1966
- Dangereuse Fascination, 1967
- La Rose de Hong-Kong, 1968
- Pour oublier jusqu'à ton nom, 1968
- Les Aveux, 1969
- Le Piège, 1969
- Quand souffle l'alizé, 1970
- L'Inconnue du train de Madrid, 1971
- Sous le ciel de Rio, 1971
- Jeu dangereux, 1972
- Les Cendres du passé, 1973
- Les Chemins de l'aventure, 1973
- La Favorite, 1974
- Une nuit à Lisbonne, 1975
- Francesca, 1977
- L'Amour au bout du monde, 1977
- Perfidie, 1978
- La Fille des sables, 1979
- La Croisière créole
- La Nuit des scorpions
- La Passagère du « France-Orient »
- L'Hacienda maudite
- Mariage à Highland Cottage
- Une fille sous l'orage
- Des edelweiss pour Marina
- La Nuit du safari
- Pour oublier jusqu'à ton nom
- Amours en péril
- Typhon sur un amour
- Christine des Brumes
- Samantha
- Le Soir des adieux
- Le Temps de l'oubli
- Le Collier d'émeraudes
- Avec ce visage d'ange
- La Petite Fiancée d'ivoire
- Qui vivra verra
- Irrésistible Daffodil

### Sous le pseudonyme de Marjorie Elvans
- La Passagère de La Désirade, 1981
- Le Rendez-vous d'Istanbul, 1982